# Australian Men's Hardcourt Championships 1993
L'Australian Men's Hardcourt Championships 1993 è stato un torneo di tennis giocato sul cemento. È stata la 17ª edizione del Torneo di Adelaide, che fa parte della categoria World Series nell'ambito dell'ATP Tour 1993. Si è giocato ad Adelaide in Australia dal 4 all'11 gennaio 1993.

## Campioni

### Singolare
Nicklas Kulti ha battuto in finale  Christian Bergström con il punteggio di 3–6, 7–5, 6–4

### Doppio
Mark Woodforde /  Todd Woodbridge hanno battuto in finale  John Fitzgerald /  Laurie Warder con il punteggio di 6–4, 7–5